# Beilschmiedia brevipes
Beilschmiedia brevipes là một loài thực vật thuộc họ Lauraceae. Đây là loài đặc hữu của Malaysia.